# Kruft
Kruft település Németországban, Rajna-vidék-Pfalz tartományban. Lakosainak száma 4664 fő (2023. december 31.).

## Népesség
A település népességének változása:
| Lakosok száma | 4163 | 4016 | 4056 | 4466 | 4603 | 4664 |
|               | 1975 | 2017 | 2019 | 2021 | 2022 | 2023 |